# Oskar Kirpson
Oskar Kirpson war ein estnischer Fußballspieler.

## Karriere
Oskar Kirpson gewann mit dem SK Tallinna Sport, für den er mindestens im Jahr 1921 aktiv war, die Estnische Fußballmeisterschaft.

## Erfolge
mit dem SK Tallinna Sport:
- Estnischer Meister: 1921